# 石巻日日新聞
『石巻日日新聞』（いしのまきひびしんぶん）は、石巻日日新聞社が宮城県東部の石巻市、東松島市、牡鹿郡女川町をエリアとして発行している地域紙。1913年（大正2年）創刊。

## 沿革
以下の記述は、おもに公式サイトと、山田晴通「宮城県石巻市における地域紙興亡略史」（1984）による
1912年10月、山川清が、石巻地方最初の日刊紙『東北日報』を創刊するが、間もなく経営に行き詰まり、新たに体制を立て直して、翌1913年に『石巻日日新聞』と改題する。その後も5年ほどは経営が安定せず、経営者も頻繁に交代したが、編集陣と紙齢は継承された。
1921年には同盟通信に加盟して、全国・国際ニュースの配信を受け、紙面に反映させるようになる。その後、いわゆる「一県一紙」統制により、1940年10月31日付、第8684号で廃刊した。
戦後、石巻では『石巻日日新聞』で植字工であった和田鉄夫が『石巻新聞』をいちはやく創刊したが、これに対して『石巻日日新聞』で編集長を長く務めた佐藤露紅を中心に、『石巻日日新聞』の復刊が企画され、1948年10月に戦前の紙齢を継承して第8685号を発行する形で『石巻日日新聞』が「復刊」された。翌1949年に日刊化。1952年に佐藤が社を去り、斉藤末治が事実上の経営責任者となる。
当初、部数の上で『石巻新聞』より少なかったが、1967年前後には発行部数4,000部ほどで同程度となる。1971年にはオフセット印刷機を導入し、1976年にはコールド・タイプ・セッティング化を達成、1982年には高速輪転機を導入する。1985年には、無料の月刊タウン誌「いしのまき・らいふ」の発行を始めた。

## 震災発生・壁新聞

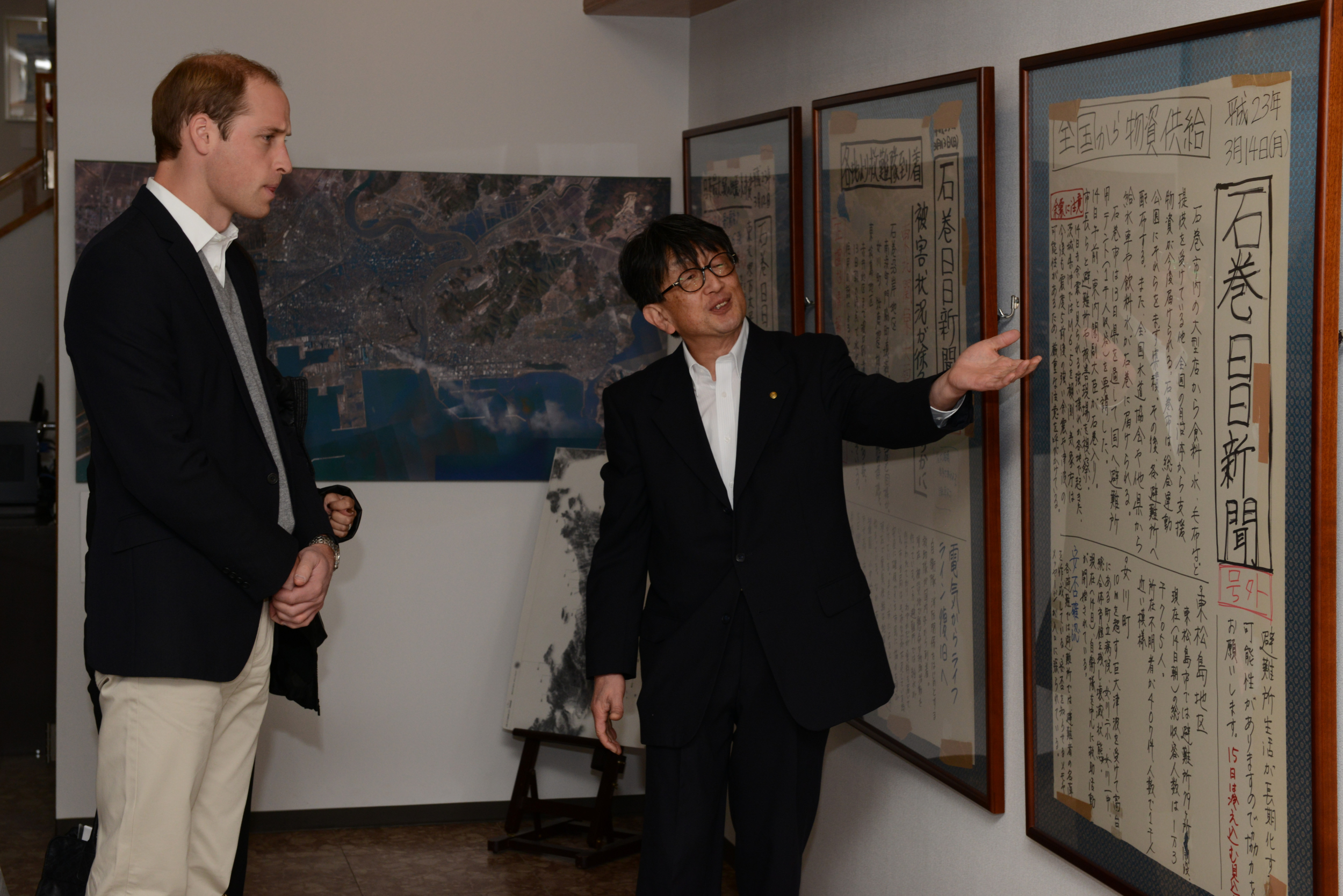
2015年3月1日、石巻ニューゼにて壁新聞を見学するウィリアム王子（左）と説明する石巻ニューゼ館長武内宏之（右）

2011年3月11日に発生した東日本大震災では、停電と津波により社屋が浸水し、輪転機が水没したが、濡水しなかった新聞ロール紙に、懐中電灯で照らしながらマジックペンで書き込んだ「号外」壁新聞を、3月12-17日の6日間、市内の避難所6箇所に張り出し、ライフラインの復旧状況や避難所での生活関連情報を伝えた。3月18日付けの新聞からは市販の複合機プリンターを使って印刷を再開。そして3月20日付けから水没を逃れた古い輪転機を使い1枚（2頁）刷りの紙面での発行を再開し、避難所の市民に配るようにした。こうして震災直後から1日も休刊せず発行を続けている。
これらの壁新聞発行を、2011年3月22日に『ワシントン・ポスト』が報じ 、ニュース・ジャーナリズム博物館ニュージアムが7枚を永久保存する。また国際新聞編集者協会はこの新聞発行について石巻日日新聞に特別褒賞を授与した。さらに、「東日本大震災で困難に直面しながら、地元新聞社としての役割と責務を果たした」として、2011年に第59回菊池寛賞を受賞。
そして、震災から1年が経った2012年3月には、フランスの月刊日本情報誌『ズーム・ジャポン』およびパリの日本文化施設エスパス・ジャポンの企画により、フランス国立ギメ東洋美術館が「使命」と題した壁新聞展を開催。同時に、『ズーム・ジャポン』誌は石巻日日新聞社へのオマージュとして、同年3月号に壁新聞を特集した別冊小冊子を日仏の2カ国語で発行、フランス国内で10万部を無料配布。この小冊子には、近江社長を始めとした石巻日日新聞記者ら、そして池澤夏樹、岩崎貞明、鎌田慧、港千尋、そして内田樹の5人が執筆協力した。

## テレビ番組
- 情熱大陸（毎日放送） - 石巻日日新聞 - 2011年9月11日放送
- 情熱大陸（毎日放送） - 石巻日日新聞×葉加瀬太郎 - 2012年3月11日放送
- ドキュメンタリードラマ「3.11 その日、石巻で何が起きたのか〜6枚の壁新聞」（日本テレビ） - 2012年3月6日放送
- 課外授業 ようこそ先輩（日本放送協会）記事にしよう　未来のふるさと～石巻日日新聞　武内宏之 - 2012年7月16日放送

## 書籍
- 『6枚の壁新聞 石巻日日新聞・東日本大震災後7日間の記録』 (石巻日日新聞社編・角川SSC新書)